# Lac Bowser
Le lac Bowser est un plan d'eau naturel canadien du nord-ouest de la province de la Colombie-Britannique. Il se situe au nord-ouest du district régional de Kitimat-Stikine. Son émissaire est un sous-affluent du fleuve Nass par l'intermédiaire de la rivière Bell-Irving.  Il s'étend sur 34,1 km2.

## Toponymie
En 1912, C. P. Hickman donne le nom de Bowser au lac lors d'une tournée d'inspection des frayères à saumon du bassin du Nass. Il honore ainsi le politicien William Bowser, futur premier ministre de la Colombie-Britannique de 1915 à 1916. À Graveyard Point (la Pointe du Cimetière) se situe la tombe de Simon Gunanoot, commerçant et chasseur, autochtone gitksan, mort en 1933 et enterré au côté de son père. Il est célèbre pour avoir mené une cavale de 13 ans, suite à une accusation de double meurtre. Il se rend finalement, avant d'être innocenté par la justice en 1919,.

## Situation
Le lac Bowser se situe dans une zone reculée du nord-ouest de la Colombie-Britannique dans le district régional de Kitimat-Stikine. La route provinciale britanno-colombienne, BC 37, qui relie Kitwanga à Dease Lake et au Yukon passe à 2,5 km de l'extrémité sud-est du lac sur la rive est de la Bell-Irving. Meziadin Junction et Bell II sont à 32 km, respectivement au sud et au nord les deux localités habitées les plus proches. La route de Wildfire Creek (route d'accès à la mine d'or de Brucejack) passe au nord et à l'ouest du lac,.

## Hydrographie

### Bassin hydrographique
Le bassin hydrographique s'étend à l'ouest du lac sur 1 266 km2. Il est drainé essentiellement par la rivière Bowser qui rejoint le lac à son extrémité occidentale. Un peu en amont (600 et 400 m) de son embouchure sur le lac la rivière reçoit ses deux principaux affluents : les torrents Todd et Scott. Le bassin versant couvre une portion sud des chaînons Frontaliers de la chaîne Côtière qui culminent localement à 2716 m au mont Jankowski. Il est fortement englacé à 46% et plusieurs glaciers alimentent directement la rivière : le Knipple, le Franck Macckie, le Berendon. La rivière Bowser quitte le lac à son extrémité est et rejoint la rivière Bell-Irving (affluent du fleuve Nass) après une course de 7 km ,,,.

### Morphologie
Le lac s'étend sur 34,09 km2 et comprend 17 îles et îlots. Le lac forme une langue coudée à 90°, orientée d'abord sud-ouest/nord-est sur 8 km puis nord-est/sud-est sur 15 km. Du point de vue de la largeur et de la profondeur on peut distinguer deux parties,,. 
La partie amont correspond à des profondeurs dépassants 100 m avec des rives abruptes, seul le fond du lac au niveau du delta de la rivière Bowser fait exception. Cette partie a une largeur de 1,8 km. Elle s'étend jusque 6 km en aval du coude du lac,,.
La partie aval s'étire sur une dizaine de kilomètres, avec des profondeurs dépassant rarement les 50 m. Sa rive droite est abrupte est ponctuée de cônes de déjections formés par de courts torrents (3 à 5 km de long) qui prennent leurs sources vers 1600 m d'altitude. Sa rive gauche est moins abrupte et est émaillée d'îles et presqu'îles. C'est sur cette rive droite que ce forme une excroissance du lac : le bras de l'exutoire, par où s'écoule le trop-plein du lac,,.
Le niveau du lac varie légèrement sauf en le cas de vidange brutale de lac glaciaire en amont. Des vagues de 5 à 15 m de hauteur peuvent alors affecter le lac.

### Paramètres physico-chimiques
Le lac Bowser, avec une concentration en phosphore faible à 6 µg/l se classe comme oligotrophe en dépit de la présence d'apatite minéral riche en phosphore dans les terrils de la mine de Granduc à la source de la rivière Bowser. L'eau du lac est turbide du fait des apports sédimentaires glaciaires, de couleur grise à verdâtre, avec une transparence mesurée au disque de Secchi de seulement 25 cm. Le total des solides dissouts est faible pour un lac glaciaire. La présence de lacs en amont du lac Bowser sur le cours de la rivière contribue probablement à retenir les particules solides, y compris l'apatite ( un phosphate de calcium) ,.
| Profondeur (m) | Oxygène (mg/l) | Température (°C) | Résidu filtrable (mg/l) | H2S (mg/l) | Azote totale (mg/l) | Phosphore total (mg/l) | pH  |
| -------------- | -------------- | ---------------- | ----------------------- | ---------- | ------------------- | ---------------------- | --- |
| atmosphère     |                | 9,5              |                         |            |                     |                        |     |
| surface        | 12,0           | 5,0              | 60                      |            | 0,09                | 0,006                  | 7,0 |
| 1              | 12,3           | 4,9              |                         |            |                     |                        |     |
| 5              | 12,4           | 4,5              |                         |            |                     |                        |     |
| 10             | 12,9           | 4,3              |                         |            |                     |                        |     |
| 20             | 13,1           | 4,2              |                         |            |                     |                        |     |
| 25             | 13,5           | 4,1              |                         |            |                     |                        |     |
| 26             |                |                  | 64                      | 0          | 0,06                | 0,006                  | 7,2 |
| 29 (fond)      | 12,6           | 4,0              |                         |            |                     |                        |     |

## Écologie

### Flore et faune environnantes
Les abords du lac appartiennent à la zone biogéoclimatique britanno-colombienne de l'intérieur à Cèdre et Pruche notée : ICH (Interior Cedar-Hemlock Biogeoclimatic Zone), sous-zone très humide et froide notée : vc. Les rives du lac sont bordées d'une forêt dominée par les conifères. L'étage arborescent est composé d'Épinettes d'Engelmann (Picea engelmannii), de Sapins des Rocheuses (Abies lasiocarpa) mais aussi de Peupliers baumiers (Populus balsamifera), de Sapins gracieux (Abies amabilis), de Bouleaux à papier (Betula papyrifera), d'Aulnes (Alnus) et de Peupliers faux-trembles (Populus tremuloides),. L'étage arbustif très diversifié, dense sauf au niveau du delta lacustre de la rivière Bowser, comprend entre autres l'Aulne vert (Alnus alnobetula), le Cornouiller soyeux (Cornus sericea), des Viornes (Viburnum), le Sureau (Sambucus), des Myrtilles et Airelles (Vaccinium), du Bois piquant (Oplopanax horridus), la Ronce à petite fleurs (Rubus parviflora), des Actaea. Enfin la strate herbacée est composée de lichens et de Chênette (Dryas octopetala) dans la région du delta lacustre, ailleurs abondent : Cypéracées, herbes et Mousses.
La faune des rives comprend plusieurs espèces emblématiques : la Chèvre des Rocheuses (Oreamnos americanus), le Grizzli (Ursus arctos horribilis) et l'Ours noir (Ursus americanus) pour les Mammifères ; des Corvidés et la Pygargue à tête blanche (Halieaeetus leucocephalus) pour les Oiseaux terrestres.

### Flore et faune du lac
La flore du lac héberge plusieurs espèces aquatiques emblématiques tels le Potamot (Potamogetaon natans), le Nénuphar jaune (Nuphar polysepala), la Renoncule d'eau (Ranunculus aquatilis).
Les Poissons répertoriés sont le Meunier rouge (Catostomus catostomus), l'Omble arctique (Salvelinus malma), la Truite arc-en-ciel (Oncorhynchus mykiss), le Saumon rouge (Onchorhynchus nerka), le Saumon argenté (Onchorhynchus Kisutch) et le Ménomini des montagnes (Prosopium williamsoni). Les Chabots Cottus asper et Cottus aluticus), présents dans le bassin du Nass, sont suspectés dans le lac. Les frayères du Saumon rouge sont connues à Graveyard Point ainsi que plus rarement sur les cônes de déjection des torrents sur le lac et sur les rives graveleuses du lac ou du delta. Le Saumon argenté fraye près du déversoir du lac et sur un de ses petits affluents. Les nourriceries de jeunes saumons sont connues sur le delta lacustre de la Bowser. Les eaux claires des chenaux latéraux de la Bowser en amont du lac sont suspectées de servir de frayères et de nourriceries pour le saumon rouge et le ménomini mais seulement de nourricerie pour l'omble arctique. L'échappée des jeunes saumons rouge du lac concerne entre 6235 individus en 1980 et 120 645 en 1977. L'importance de l'échappée suggère une productivité du lac plus importante qu'attendue au vu de la turbidité importante et de son impact négatif sur la photosynthèse.
Les Oiseaux aquatiques comptent : le Harle bièvre (Mergus merganser), des Laridés tel le Goéland de Californie (Larus californicus).

## Géologie
Le lac Bowser s'incsrit dans des affleurements du jurassique moyen à tardif de l'assemblage de Ritchie-Alger du groupe du lac Bowser. Ces formations sont composées de roches détritiques : grès, siltites, conglomérats. Immédiatement en amont du delta lacustre les formations rencontrées appartiennent au groupe de Hazelton. Elles sont datées du jurassique inférieur à supérieur. Ces roches sont soit sédimentaires détritiques fines à grossières, souvent volcanoclastiques ; soit volcaniques, calco-alcalines ; soit quelques fois consistent en petit massif plutoniques,.